# Tarzan (nhạc kịch)
Tarzan là một vở nhạc kịch dựa trên bộ phim cùng tên của Walt Disney Animation Studios năm 1999. Các bài hát được viết bởi Phil Collins, tác giả của quyển sách cùng tên là David Henry Hwang. Vở kịch chủ yếu bám sát cốt truyện bộ phim Disney: Tarzan được nuôi lớn bởi một bầy gorillas, gặp Jane, một nhà tự nhiên học người Anh, và đem lòng yêu cô. Các thủy thủ đi cùng Jane lên kế hoạch giết hết bầy gorillas, và thử thách lòng trung thành của Tarzan.
Sản phẩm đầu tiên của Sân khấu Broadway được ra mắt vào năm 2006, do Bob Crowley thiết kế và Meryl Tankard biên đạo. Việc sản xuất đã trải qua 35 bản xem trước và 486 buổi biểu diễn. Sau đó, chương trình đã được tổ chức tại một số quốc gia khác và tại các rạp chiếu phim trong khu vực.

## Sản xuất
Một hội thảo được tổ chức vào năm 2004, với Daniel Manche trong vai Tarzan thuở nhỏ, Matthew Morrison trong vai Tarzan trưởng thành, Adam Pascal trong vai Tarzan Storyteller và Laura Bell Bundy trong vai Jane.
Vở nhạc kịch được biểu diễn trước công chúng trên sân khấu Broadway vào ngày 24 tháng 3 năm 2006, và chính thức ra mắt tại Nhà hát Richard Rodgers vào ngày 10 tháng 5, khiến nó trở thành sản phẩm Disney Theatrical duy nhất mà không có một buổi diễn tập "ngoài thị trấn" nào. Bob Crowley là đạo diễn kiêm người thiết kế các bộ trang phục; Vũ đạo của Meryl Tankard và ánh sáng của Natasha Katz. Danton Burroughs, cháu trai của Edgar Rice Burroughs, đã tham dự buổi khai mạc cùng với Phil Collins. Vở kịch được đề cử cho giải  Tony Award for Best Lighting Design of a Musical (Natasha Katz).
Vì không bán được vé, vở kịch đã bị dừng vào 8 tháng 7 năm 2007 sau 35 buổi tổng duyệt và 486 buổi biểu diễn.
Vở nhạc kịch bám sát cốt truyện bộ phim hoạt hình của Disney film, với một vài thay đổi nhỏ. Terk, nhân vật nữ trong bộ phim, lại mang giới tính nam trong vở nhạc kịch. Nhân vật chính voi Tantor không xuất hiện trong vở nhạc kịch.

## Nội dung
Màn I
Ngoài khơi bờ biển Tây Phi, một cặp vợ chồng trẻ người Anh và đứa con trai mới sinh của họ vừa thoát chết khỏi con tàu bị đắm và hạ thủy vào châu Phi. Họ xây dựng một ngôi nhà trên cây cho con trai của họ ở trên đó để tránh khỏi việc bị giết bởi một con báo. Trong rừng châu Phi, Kerchak, thủ lĩnh của một bầy gorillas đang nâng niu đứa con trai mới sinh của mình với người bạn đời, Kala "Two Worlds". Con báo đột nhiên xuất hiện và bắt cóc con khỉ đột sơ sinh. Kala đi tìm con trai mình nhưng lại tìm thấy cậu bé loài người và đặt tên cho cậu là Tarzan. Kala nhận làm mẹ cậu bé và nuôi nấng cậu mặc dù Kerchak từ chối việc công nhận Tarzan là con trai của mình "You'll Be In My Heart"
Lúc còn nhỏ, Tarzan nhận ra rằng cậu không thể theo kịp với bầy đàn của mình, trong khi Kerchak xem cậu là một mối đe dọa. Mặc dù vậy, Tarzan được kết bạn với Terk vui tính, con gorilla đã dạy anh cách làm một con gorilla đích thực "Who Better Than Me". Tuy nhiên, Kerchak thấy Tarzan tự làm một cây giáo, và cho rằng cậu có ý định làm tổn thương các gorilla khác, ông trục xuất cậu ta ra khỏi bầy gorilla "No Other Way". Kala lo lắng cho cậu và ra đi để tìm cậu ta. Kala phát hiện ra cậu đang tuyệt vọng bên cạnh rìa thác "I Need To Know". Kala nói với cậu rằng mặc dù họ trông khác cậu bên dưới lớp da, họ vẫn giống cậu, điều đó khơi dậy mong muốn của Tarzan trở thành một con khỉ vĩ đại nhất từ trước tới giờ..
Nhiều năm trôi qua, Tarzan lớn lên và trở thành một người đàn ông trẻ, cường tráng và tháo vát "Son of Man", được nhiều gorilla công nhận là đồng loại, ngoại trừ Kerchak. Kala cố gắng để thuyết phục Kerchak chấp nhận Tarzan "Sure As Sun Turns To Moon". Kerchak sẽ không thay đổi ý định cho đến khi Tarzan giết chết con báo đang đe dọa bộ lạc. Đột nhiên, tiếng súng nổ vang khắp khu rừng, khiến cho bầy đàn hoảng loạn, nhưng Tarzan lại đi điều tra. Sâu trong rừng rậm, Jane Porter, một nhà tự nhiên học người Anh trẻ tuổi, bị choáng ngợp bởi cuộc sống rừng rậm kỳ thú đa dạng "Waiting For This Moment". Trong lúc khám phá, cô bị tấn công bởi một con nhện khổng lồ nhưng được Tarzan cứu. Tarzan và Jane cẩn thận đánh giá lẫn nhau khi họ nhận ra những nét tương đồng ở nhau "Different".
Màn II
Tại doanh trại của Porter, Terk và các gorilla khác khám phá nơi đây và tất cả các tính năng độc đáo của nó, và trang trí lại một chút "Trashin' The Camp". Jane trở lại với Tarzan, và cô ấy phấn khích bởi bầy gorillas. Kerchak đến và dọa Jane phải bỏ chạy. Jane cố gắng thuyết phục cha cô, Giáo sư Porter, và hướng dẫn viên của họ, Clayton rằng cô đã phát hiện ra một người đàn ông hoang dã và một bầy vượn. Kerchak cấm mọi sự tiếp xúc với con người, thế nhưng Tarzan và Jane lại yêu nhau và Jane kể với cha cô rất nhiều về người khỉ hoang dã "Like No Man I've Ever Seen". Tarzan sớm đến thăm con người và trở nên quen thuộc với họ, đặc biệt là Jane, mặc dù Clayton trở nên ghen tị với tình yêu của họ. 
Jane cố gắng dạy Tarzan nhiều hơn về con người và cuộc sống con người, trong khi Tarzan cũng cho cô thấy thế giới rừng rậm của mình "Strangers Like Me"; Trong khi đó, Jane cố gắng đối mặt với những cảm xúc của cô ấy "For The First Time". Cô cố gắng nói với cha mình rằng phải ngăn kế hoạch giết bầy gorillas của Clayton, nhưng Clayton, muốn đạt được mục tiêu của mình, dùng thủ đoạn dụ Tarzan đưa con người đến khu vực làm tổ của gorilla. Tarzan yêu cầu Terk giúp anh ta bằng cách dụ Kerchak đi, và Terk đồng ý "Who Better Than Me (Reprise)". Nhưng khi Tarzan cho con người thấy gia đình gorilla của mình, Kerchak xuất hiện, đuổi con người đi và yêu cầu Tarzan phải chọn con đường của mình. Nhận ra con trai mình bị dằn xé giữa lòng trung thành với gia đình gorilla và nhu cầu của anh ta với con người, Kala chỉ cho Tarzan xem ngôi nhà của bố mẹ anh ta và anh ta phát hiện ra tất cả đồ đạc của họ "Everything That I Am". Anh quyết định đi đến Anh cùng Jane và sống như một con người và anh nói với Kala quyết định của mình "You'll Be In My Heart (Reprise)".
Tarzan đến chỗ Jane và Porter, công bố ý định rời khỏi rừng và được ở bên Jane. Khi phần còn lại của bầy gorillas đến để nói lời tạm biệt với Tarzan, chúng đột nhiên bị tấn công bởi Clayton, người đang có quyết tâm giết hết bầy gorillas 1 lần và mãi mãi. Kerchak bị trúng khi ông đỡ một viên đạn cho Tarzan, và chết vì vết thương. Tarzan chiến đấu với Clayton và gần như giết chết hắn ta, nhưng Porter thuyết phục anh tha mạng cho hắn để họ có thể xử lý Clayton bằng một cách ít bạo lực hơn, và Clayton bị bắt bởi những người đàn ông đi cùng hắn ta và quay trở lại tàu để chờ đợi hình phạt cho hành động của hắn. Kerchak xin lỗi Tarzan trong lúc hấp hối vì đã không hiểu anh và cuối cùng cũng chấp nhận anh là con trai của ông. Bộ tộc khỉ đột, do Kala dẫn đầu, thuyết phục Tarzan rằng họ cần anh ta ở lại "Sure As Sun Turns To Moon (Reprise)", và Tarzan trở thành thủ lĩnh mới của bầy gorillas.
Tại bãi biển, Jane và Porter chuẩn bị khởi hành để trở về Anh. Tarzan đến để nói lời tạm biệt, cho đến khi Jane nhận ra rằng cô yêu Tarzan và với sự chúc phúc của Porter, cô đã quyết định ở lại với anh trong rừng. Tarzan và Jane hôn nhau và đi về ngôi nhà mới của họ, dành phần đời còn lại bên nhau "Two Worlds (Reprise)".

## Âm nhạc
Phil Collins, người đã viết bài hát cho bộ phim năm 1999, viết chín bài hát mới cho vở nhạc kịch.

## Bản ghi đầu tiên
Các diễn viên trong album Tarzan của Broadway - The Broadway Mulsical - Original Broadway Cast Recording được phát hành vào ngày 27 tháng 6 năm 2006, được sản xuất bởi Mark Mancina. Allmusic giải thích rằng: "Elton John, người sáng tác âm nhạc cho các ca khúc trong phiên bản điện ảnh của The Lion King (Với lời bài hát của cựu chiến binh Tim Rice), đã rời đi để mở rộng số điểm cho Broadway (?), trong khi Phil Collins, người đã viết nhạc và lời bài hát cho năm bài hát trong bộ phim Tarzan 1999, đã viết thêm chín bài hát cho phiên bản nhạc kịch của Broadway". Phil Collins hát tặng thêm một bản nhạc "Everything That I Am" ở cuối album. Album bao gồm tất cả bốn bài hát cũ: Two Worlds, You'll Be In My Heart, Son Of Man and Strangers Like Me. Album đã vào bảng xếp hạng Billboard Cast Album ở vị trí thứ 3.
Allmusic đã cho album đó 3 trên 5 sao, nói rằng: "Lời bài hát của Collins rất thú vị, có lẽ còn hơn cả lời bài hát của nhạc pop, tuy nhiên lời bài hát cần phải ngắn gọn để có được những điểm đáng kinh ngạc một cách nhanh chóng và rõ ràng. Dường như nhận ra rằng điều đó không có nghĩa là họ nên có nhiều hơn một chuỗi các platitudes, clichés, và tiếng lóng đương đại.... Thật là đáng tiếc, lời nói của ông là tệ như âm độ hay của âm nhạc vậy" (?). Bài đánh giá còn lưu ý rằng phần lớn các diễn viên thực hiện các bài hát như số người lớn đương thời như trái ngược với các bài hát Broadway và kết luận bằng cách nói rằng: "Như một tác phẩm âm nhạc Tarzan đại diện cho một cơ hội bị mất để làm cho một nhạc pop tốt." Genesis.com lưu ý rằng thay vì là một album Collins nghiêm ngặt, "đó là một album khái niệm với âm nhạc phải hoạt động trong các thông số của một vở nhạc kịch Broadway". (?)

## Những khác biệt so với bộ phim
- Nhân vật voi Tantor không xuất hiện trong vở kịch.
- Thay vì làm đàn gorillas hoảng sợ khiến Kerchak nổi giận, trong vở nhạc kịch, Tarzan làm 1 cây giáo, khiến Kerchark nghĩ anh đang có ý định làm hại bầy gorillas.
- Terk là nam trong vở nhạc kịch.
- Jane bị tấn công bởi một con nhện khổng lồ, chứ không phải bị truy đuổi bởi bầy khỉ đầu chó, trước khi được cứu bởi Tarzan như trong phim.
- Clayton dường có ý định quyến rủ Jane, và hắn trông giống người Mỹ hơn là người Anh.
- Clayton không mang theo thủy thủ từ tàu để bắt bầy gorilla.
- Tarzan thả Clayton đi, chứ không phải để hắn rơi và tự treo cổ đến chết.

## Sản xuất

### Broadway (2006-2007)

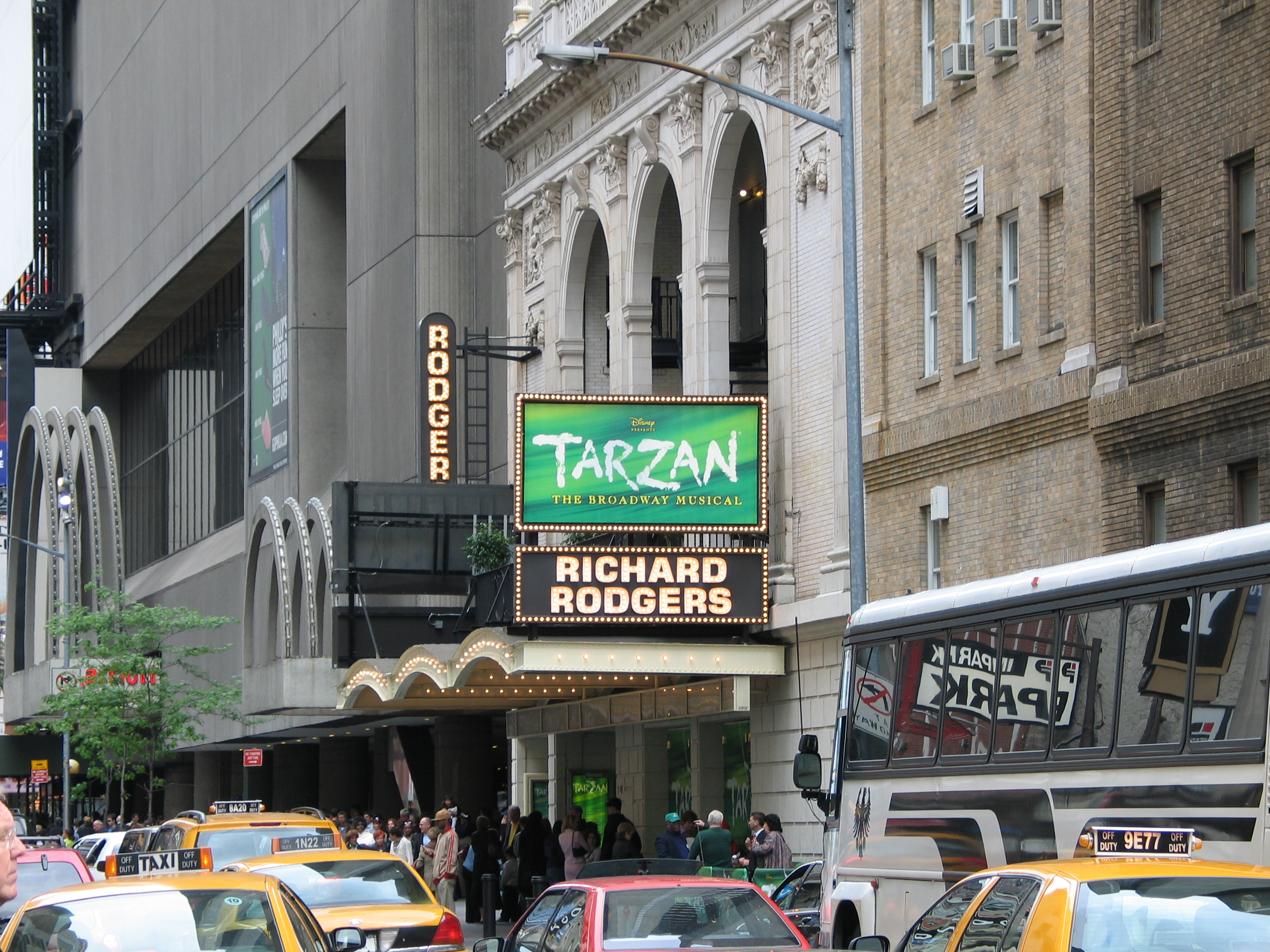
Richard Rodgers nhà Hát trên sân khấu Broadway

Tarzan mở cửa tại Broadway tại Nhà hát Richard Rodgers vào ngày 10 tháng 5 năm 2006, và đóng cửa vào ngày 8 tháng 7 năm 2007 sau 486 buổi biểu diễn. Đạo diễn bởi Bob Crowley, vũ đạo của Meryl Tankard, Aerial Design của Pichón Baldinu, phục trang của Crowley, và ánh sáng là của Natasha Katz.
Dàn diễn viên ban đầu của Broadway
- Josh Strickland trong vai Tarzan
- Jennifer Gambatese trong vai Jane
- Shuler Hensley trong vai Kerchak
- Merle Dandridge trong vai Kala
- Chester Gregory II trong vai Terk
- Tim Jerome trong vai Professor Porter
- Donnie Keshawarz trong vai Clayton
- Daniel Manche / Alex Rutherford trong vai Tarzan lúc còn nhỏ

Lịch sử thay thế diễn viên Broadway 
- Dylan Riley Snyder thay thế Daniel Manche thay thế vai nhóc Tarzan vào ngày 15 tháng 9 năm 2006.[4]
- Rob Evan thay thế Shuler Stefani trong vai Kerchak vào Ngày 28 tháng 3 năm 2007.
- J. Bradley Bowers vào vai nhóc Tarzan vào Tháng 3 năm 2007 để thay thế Alex Rutherford. Tuy nhiên, sau đó đã có thông báo rằng chương trình sẽ kết thúc vào ngày 8 tháng 7 năm 2007, vì vậy Bowers, Rutherford, và Snyder thay phiên nhau trong vai nhóc Tarzan trong phần còn lại của chương trình.

### Sản xuất quốc tế
Hà Lan (2007–2009): Buổi biểu diễn quốc tế đầu tiên của chương trình ddudcocjw mở cửa vào ngày 15 tháng 4 năm 2007 tại Fortis Circustheater ở Scheveningen, Hà Lan và được sản xuất bởi Disney cùng với Joop van den Ende Theaterproducties/ Stage Entertainment. Phil Collins đã có mặt tại đêm khai mạc. Các diễn viên ban đầu đặc trưng Ron Link trong vai Tarzan (Người chiến thắng của chương trình "Wie Wordt Tarzan?") và Chantal Janzen trong vai Jane. Vào ngày 24 tháng 5 năm 2009, chương trình đã đóng cửa để nhường đường cho sản xuất của Mary Poppins ở Hà Lan.
Thụy Điển (2008–2009): Buổi biểu diễn quốc tế thứ hai, và là lần sản xuất độc lập đầu tiên (không được sản xuất bởi Disney) khai trương tại Kristianstad, Thụy Điển, ngày 16 tháng 2 năm 2008 và đóng cửa vào năm 2009.
Đức (2008–2018): Buổi biểu diễn quốc tếthứ ba được khai trương tại Hamburg, Đức, tại Nhà hát Neue Flora vào ngày 19 tháng 10 năm 2008 và được sản xuất bởi Disney và Stage Entertainment. Ban đầu nó có sự tham gia của Anton Zetterholm và Elisabeth Hübert, người đã giành được vai Tarzan và Jane trong chương trình truyền hình Đức Ich Tarzan, Du Jane. Sản xuất của Hamburg diễn ra trọng 5 năm và đóng cửa vào năm 2013. Một vở nhạc kịch đã được tổ chức tại Stuttgart tại Nhà hát Stage Apollo vào năm 2013. Sau khi kết thúc tại Stuttgart, vở nhạc kịch lại được khai trương tiếp vào năm 2016 tại Oberhausen, nơi nó vẫn đang diễn ra cho đến năm 2018. Năm 2017 Josh Strickland - người đóng vai Tarzan trong cuộc chạy đua rộng rãi ban đầu, đóng vai trò của mình như Tarzan trong sản xuất Oberhausen. Strickland reprized vai trò của mình như Tarzan từ tháng 5 đến tháng 7 năm 2017, sau đó ông được thay thế bởi Anton Zetterholm người chơi Tarzan trong sản xuất Hamburg. Năm 2018, vở nhạc kịch đã kỷ niệm 10 năm sản xuất tại Đức. Vào năm 2018 (lần thứ 3), vở nhạc kịch đã được bình chọn là vở nhạc kịch nổi tiếng nhất trong tiếng Đức do độc giả nhạc kịch bình chọn. Một bản thu âm tiếng Đức của vở nhạc kịch do dàn diễn viên Hamburg thực hiện được phát hành năm 2008..
Philippines (2013): Một chương trình do Philippines sản xuất, được cấp phép bởi Viva Atlantic Theatricals, diễn ra từ ngày 14 tháng 6 đến ngày 7 tháng 7 năm 2013 tại Nhà hát Meralco ở Manila. Dan Domenech là người đóng vai chính trong vai Tarzan và Rachelle Ann Go vai Jane.

### Hoa Kỳ
Utah (2010): Trung tâm Nghệ thuật Tuacahn ở Ivins, Utah, giới thiệu buổi ra mắt khu vực từ ngày 7 tháng 6 đến ngày 15 tháng 10 năm 2010, biểu diễn ba chương trình một tuần. Nhà hát là nhà hát cổ phần đầu tiên để sản xuất âm nhạc sau khi sản xuất Broadway. Chương trình có sự tham gia của James Royce Edwards trong  vai Tarzan và Summer Broyhill với vai Jane. 
St. Louis (2014): The Muny of St. Louis, Missouri trình diễn chương trình từ ngày 25 tháng 6 năm 2014 đến ngày 2 tháng 7 năm 2014. Nicholas Rodriguez đóng vai chính trong phim với Kate Rockwell vai Jane. Các diễn viên khác bao gồm Quentin Earl Darrington trong vai Kerchak, Katie Thompson trong vai Kala, Gregory Haney trong vai Terk, Ken Page vai Porter, Michael James Reed vai Clayton, Spencer Jones vai Young Tarzan và Nathaniel Mahone trong vai Terk Young.

## Đón nhận
Chương trình đã nhận được nhiều ý kiến tranh cãi. Một bài đánh giá về sản phẩm của nhà hát North Show Music Theatre cho biết: "Chương trình đã xem xét nghiêm túc những cảm xúc sâu sắc nhất của con người, đặt câu chuyện về điểm sôi động của Collins và còn nói thêm rằng đây là một vở kịch sẽ giữ bạn ở lại cho đến phút cuối cùng". New York Times mô tả Tarzan là "Động năng khăng khăng... Thiếu kiên nhẫn và thiếu chú ý", lưu ý rằng những sự kiện trọng đại xảy ra thường xuyên... (?) "Bất kỳ căng thẳng hay hứng thú nào thường xuyên bị phá hoại bởi sự quá mức và rập khuôn. Mặc dù nhiều tiền và nghiên cứu quốc tế đã được đầu tư vào chương trình, bây giờ chúng tôi đã có bằng chứng kết luận rằng Tarzan Disneyfied đã thực sự làm suy yếu một cách nghịch ngợm khi dịch từ hai chiều thành ba" (?). Kerry Lengel của The Republic nói thêm rằng: "Trái tim của bóng tối Tarzan là một giai điệu nhạt nhẽo của Phil Collins và lời bài hát chung chung, cung cấp sơ sài những hiểu biết về nhân vật như: "Trái tim tôi đập nhanh hơn, tôi phải biết nhiều hơn về cô ấy"... Khiến tôi cảm thấy thậm chí đối với một vở nhạc kịch trẻ con, đó là một nỗ lực khá yếu".